# Yamaha Drums

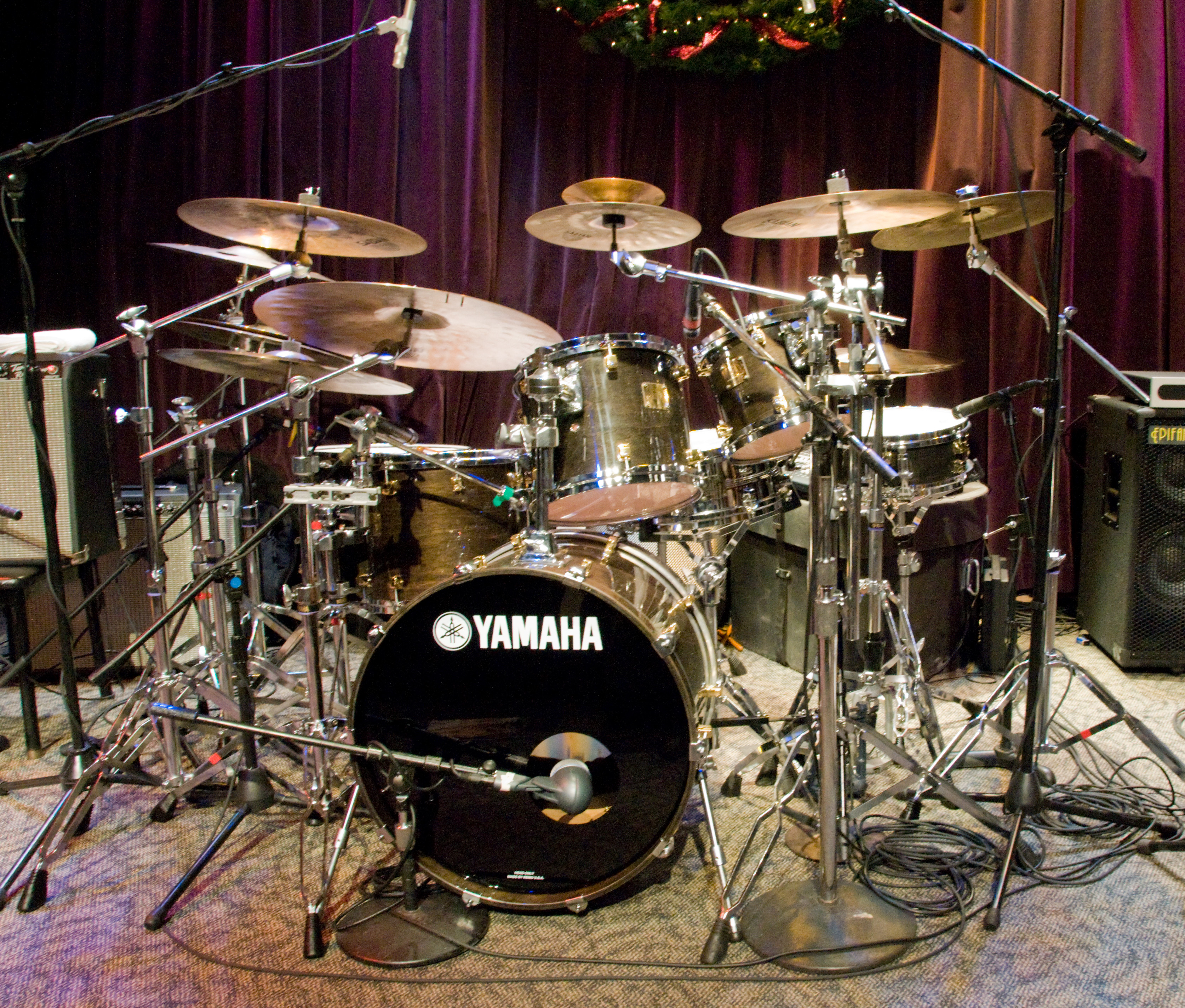
Zestaw perkusyjny Yamaha

Yamaha Drums – japoński producent instrumentów perkusyjnych, pododdział koncernu Yamaha. Firma powstała w 1967 roku. 
Na instrumentach firmy Yamaha grają m.in. tacy muzycy jak: Al Foster, Steve Gadd, Tommy Aldridge, Mike Bordin, Jimmy Chamberlin, Dave Weckl, Shawn Drover, Manu Katché oraz Billy Cobham.